# Pavel Košťál
Pavel Košťál ([pavɛl ˈkɔʃʄaˑl]; * 17. September 1980 in Hradec Králové, Tschechoslowakei) ist ein tschechischer Fußballspieler, der in der Innenverteidigung eingesetzt wird.

## Karriere

### Anfänge in Tschechien
Seine fußballerische Laufbahn begann der im tschechoslowakischen Hradec Králové geborene Košťál im Alter von sieben Jahren bei Sokol Praskačka, einem Verein aus dem Královér Vorort Praskačka. Bereits 1989 wechselte Košťál zum erfolgreichsten Verein der Stadt, dem SK Hradec Králové und durchlief im Folgenden dessen sämtliche Jugendmannschaften.
Nach der Auflösung der Tschechoslowakei 1993 hatte sich die Gambrinus Liga als höchste Spielklasse der neuentstandenen Tschechischen Republik gebildet, an welcher zeitweise auch der SK Hradec Králové teilgenommen hatte. 1999/2000 war der Verein aus dieser Spielklasse abgestiegen, hatte jedoch 2000/01 den sofortigen Wiederaufstieg aus der zweitklassigen Druhá Liga erreichen können. In der folgenden Erstliga-Spielzeit 2001/02 spielte die Mannschaft daher zunächst gegen den erneuten Abstieg, wobei Trainer Petr Ulicný erstmals auch Košťál einsetzte. So kam dieser am 2. Dezember 2001 per Einwechslung zu seinem Debüt in der höchsten Spielklasse Tschechiens, auf weitere Einsätze musste er jedoch bis zu einer erneuten Einwechslung im Mai 2002 warten. Obwohl Hradec Králové schließlich als zwölfter der Abschlusstabelle den Klassenerhalt erreichte, wechselte Košťál daraufhin im Sommer 2002 den Verein.
Košťál schloss sich nachfolgend dem FC MUS Most an, der 2002/03 in der zweitklassigen Druhá Liga spielte. Unter Trainer Michal Zach etablierte er sich im Team aus dem nordböhmischen Most sofort als Stammspieler und absolvierte 27 von 30 Saisonspielen. Die Mannschaft belegte schließlich aber nur den fünften Rang der Abschlusstabelle und verpasste somit den Aufstieg in die höchste Spielklasse. In der Hinrunde 2003/04 spielte Košťál daraufhin in weiteren 15 Partien für Most in der zweiten Liga, machte durch seine Leistungen aber auch die Verantwortlichen des Erstligisten FC Slovan Liberec auf sich aufmerksam, so dass er in der Winterpause nach Liberec wechselte.

### Košťál bei Slovan Liberec
In Liberec konnte sich Košťál zunächst nicht als Stammspieler durchsetzen und wurde vom Trainer Vítězslav Lavička in der Rückrunde der Spielzeit 2003/04 lediglich an den letzten drei Spieltagen eingesetzt, die für Liberecs sportliches Abschneiden im Mittelfeld der Tabelle kaum noch von Bedeutung waren. Auch in der Folgesaison 2004/05, in welcher sich Liberec mit dem fünften Platz der Abschlusstabelle nur leicht verbessern konnte, war Košťál zunächst kein Stammspieler, konnte sich spätestens ab der Rückrunde aber immer öfter für die Startformation anbieten. Dabei war Košťál für Liberec teils auch im UEFA Intertoto Cup aufgelaufen, für den sich der Verein durch die Ligaplatzierungen sowohl 2004 als auch 2005 hatte qualifizieren können, die mögliche Qualifikation zum UEFA-Pokal verfehlte Liberec jedoch in beiden Austragungen.
2005/06 wurde Košťál schließlich zum Leistungsträger im immer noch von Lavička betreuten Team und spielte in 27 der 30 Saisonpartien, nach denen Liberec den ersten Platz der Abschlusstabelle belegte und somit die zweite Meisterschaft der Vereinsgeschichte gewinnen konnte. In der Qualifikation zur UEFA Champions League 2006/07 scheiterte Košťál dann zwar mit Liberec an Spartak Moskau, nahm daraufhin aber immerhin am UEFA-Pokal 2006/07 teil, aus welchem die Mannschaft in der Gruppenphase ausschied.
Im Ligabetrieb 2006/07 absolvierte Košťál unterdessen 29 Einsätze für Liberec, die Titelverteidigung gelang dem Verein jedoch nicht, so dass stattdessen der vierte Platz belegt wurde, der nur zur abermaligen Teilnahme am Intertoto-Cup berechtigte. Auch 2007/08 gelang es Liberec nicht, an die vorherigen Leistungen anzuknüpfen, woran auch der zwischenzeitlich erfolgte Trainerwechsel von Lavička zu Ladislav Škorpil nichts änderte. Nach 25 Einsätzen belegte Košťál mit dem Verein lediglich den sechsten Rang.
2008/09 spielte Košťál noch weitere 28 Mal für Liberec in der Gambrinus Liga, in der der Verein schließlich den dritten Tabellenplatz belegte. Zum Saisonende verließ er schließlich nicht nur Liberec, sondern wechselte von Tschechien nach Österreich. Insgesamt hatte er 129 Liga-Spiele für den Verein bestritten.

### Über Österreich nach Deutschland
Im Sommer 2009 unterschrieb Košťál beim Bundesliga-Aufsteiger SC Wiener Neustadt einen Zwei-Jahres-Vertrag. Mit dem zunächst von Helmut Kraft und ab Winter von Peter Schöttel trainierten Team spielte Košťál 2009/10 in 31 Ligaspielen und belegte zum Saisonende den fünften Tabellenplatz. Zudem erreichte er mit der Mannschaft das Finale des ÖFB-Cups 2010, welches allerdings mit 0:1 gegen Sturm Graz verloren ging. Im Ligabetrieb 2010/11 spielte Košťál daraufhin noch weitere 29 Mal für Wiener Neustadt, bevor er den Verein im Sommer 2011 in Richtung Deutschland verließ.
Bereits Ende Mai 2011 hatte Košťál einen Zwei-Jahres-Vertrag beim F.C. Hansa Rostock unterschrieben, bei dem er in den Planungen des Trainers Peter Vollmann für die Spielzeit 2011/12 der deutschen 2. Bundesliga als designierter Leistungsträger in der Abwehr galt. Auch bedingt durch einen Ermüdungsbruch im Fuß konnte Vollmann ihn während der Hinrunde aber lediglich achtfach in der 2. Bundesliga einsetzen. In den ersten zwei Partien der Rückrunde griff auch Wolfgang Wolf, der nach der Hinrunde die Nachfolge Vollmanns als Trainer des abstiegsbedrohten F.C. Hansa übernommen hatte, auf Košťáls Dienste zurück, doch sollten dies seine letzten Einsätze für Rostock bleiben: Im Januar 2012 musste sich Košťál einer Operation unterziehen, die aufgrund von Komplikationen während der Heilung seines Fußbruchs nötig geworden war, so dass er im restlichen Saisonverlauf nicht mehr zur Verfügung stand. Mit dem schließlich erfolgten Abstieg Rostocks zum Saisonende verlor Košťáls Vertrag mit Hansa dann seine Gültigkeit, woraufhin dieser den Verein verließ.

### Rückkehr nach Tschechien
Nach einjähriger Pause wurde Košťál im Oktober 2013 vom tschechischen Erstligisten FC Zbrojovka Brünn für ein Jahr unter Vertrag genommen.